# Super Cars II
Super Cars II is een videospel dat werd ontwikkeld door Magnetic Fields en werd uitgegeven door Gremlin Graphics. Het spel kwam in 1991 uit voor de homecomputer. Het spel is het vervolg op Super Cars dat in 1990 uitkwam. Het openingsscherm bevat een Alfa Romeo SZ.

## Ontvangst
| Beoordeeld door                | Jaar | Platform | Score |
| ------------------------------ | ---- | -------- | ----- |
| Games-X                        | 1991 | Atari ST | 100%  |
| Computer and Video Games (CVG) | 1991 | Amiga    | 91%   |
| The One                        | 1991 | Amiga    | 91%   |
| Zero                           | 1991 | Amiga    | 88%   |
| Amiga Joker                    | 1991 | Amiga    | 87%   |
| Amiga User International       | 1991 | Amiga    | 77%   |
| ST Format                      | 1991 | Atari ST | 74%   |
| Amiga Power                    | 1991 | Amiga    | 73%   |
| Amiga Computing                | 1991 | Amiga    | 65%   |
| Power Play                     | 1991 | Amiga    | 57%   |